# 市川團蔵 (5代目)

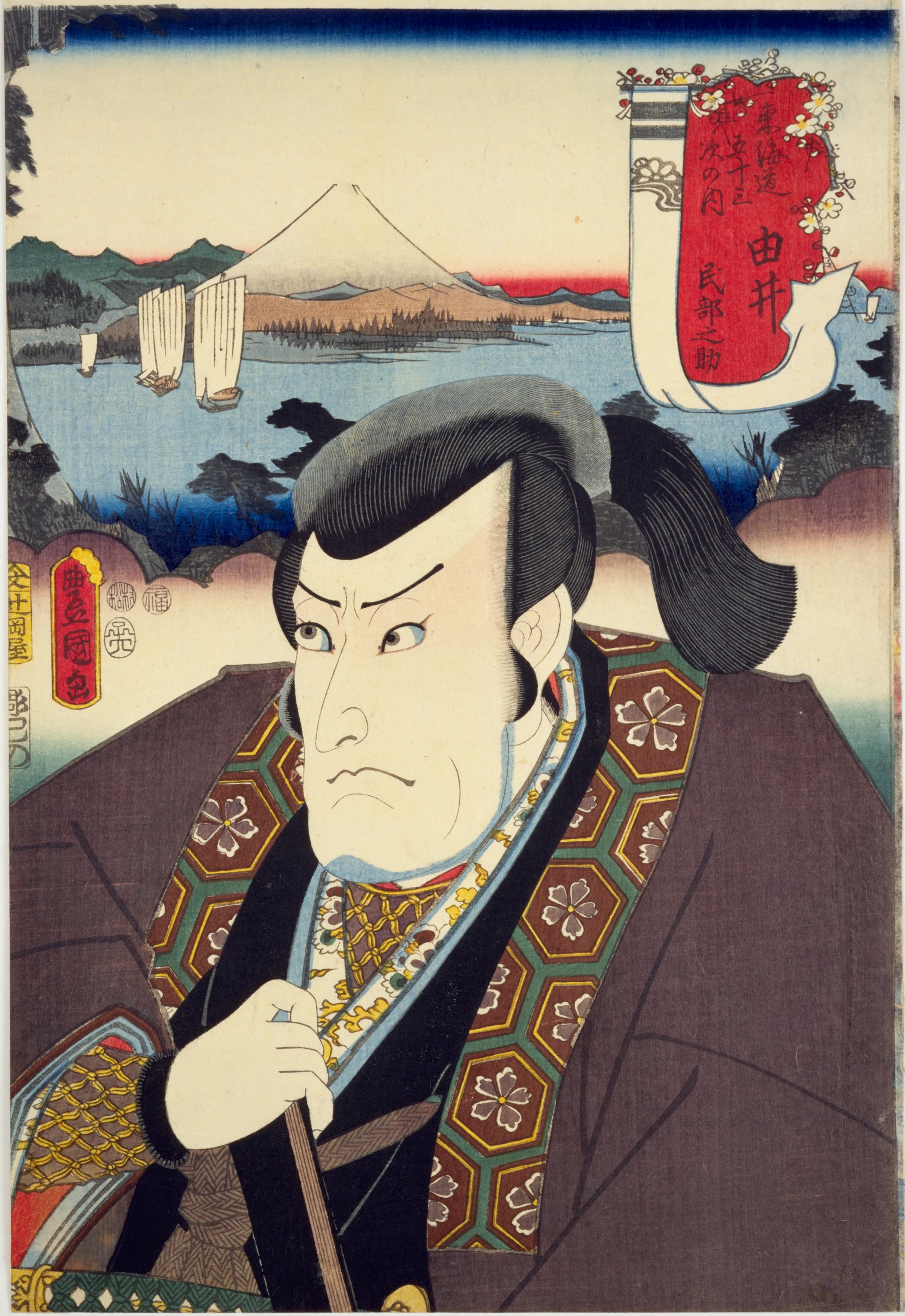
歌川国貞筆の五代目市川團藏

五代目 市川 團藏（いちかわ だんぞう、新字体：団蔵、天明8年（1788年）9月 - 弘化2年6月6日（1845年7月10日））は、江戸の歌舞伎役者。屋号は三河屋。俳名に千升、紅山、市紅など。その渋い芸から澁團（渋団）と呼ばれた。

## 来歴
はじめ初代市川市蔵の門人で市川森之助を名乗る。後に四代目市川團蔵の養子となり、市川團次郎と改名。寛政7年10月（1795年11月）には四代目市川團三郎と改名。文化12年正月（1815年2月）市川市紅と改名。文政2年4月（1819年5月）に大坂で五代目市川團蔵を襲名。天保4年頃江戸三座にすべて出て、『仮名手本忠臣蔵』七役をつとめる。

## 芸風
花より実、という渋い芸風で、そこから「澁團」と呼ばれた。
小柄な体格だが抜群の演技力を誇り、時代物に適した立役や敵役、女形を兼ねた。華美な演出が主流となった歌舞伎の風潮に流されることなく堅実な芸風を保持し、後ろ向きで台詞を言っても観客を唸らせるほどの名人だった。
当たり役は『仮名手本忠臣蔵』の大星由良助、『鬼一法眼三略巻』の鬼一法眼、『隅田川続俤』の法界坊など。

## 人物
四代目市川小團次と初めて舞台を共にした時、小團次の抜け目はないが思慮もない芸風を團蔵は毛嫌いし、だんまりの場でわざと動かないという嫌がらせで小團次を困らせようとしたが、それを承知で動く小團次の立ち回りを見ているうちに逆にそのうまさに感心、こいつはきっと名優になると自信をもって公言するになったという。
芸熱心で、自分の舞台を見た妻から「長刀の使い方がよくない」と指摘される。團蔵は、役者の妻は舞台の演技を見てはならないという当時の戒めを破ったことをとがめず、逆に武芸の心得があった妻から長刀の正しい使い方を教えてもらったという。
地味なところは徹底していて、自身の葬儀も、会葬者が自宅に訪れると家の中はもぬけの殻、有る物といえば一枚の張り紙のみで、そこには辞世の狂歌「我死なば　香典うけな　さしにない 坊主頼まず　すぐに極楽」が書かれていた。集まった者は「死んでまで渋いなあ」と故人を惜しんだという（八代目市川團蔵 著『七世市川團蔵』）。
養子に五代目市川團三郎、二代目市川市紅、また死後、團蔵の高弟が未亡人の養子となり、いわゆる「位牌養子」「芸養子」として團蔵の名跡をついだのが、六代目市川團蔵である。

## 関連作品
- 『淀五郎』- 古典落語の演目。五代目團蔵が大星由良助をつとめた『仮名手本忠臣蔵』を下敷きに創作された演目。演者によっては四代目團蔵とする場合もある。